# Sommer-Paralympics 2008/Teilnehmer (Deutschland)
| stlisierte Goldmedaille | stlisierte Silbermedaille | stlisierte Bronzemedaille |
| ----------------------- | ------------------------- | ------------------------- |
| 14                      | 25                        | 20                        |

Deutschland nahm mit 170 Athleten an den Sommer-Paralympics 2008 im chinesischen Peking teil.
Die Nominierungskommission des Nationalen Paralympischen Komitees für Deutschland hatte die Teilnehmer am 22. Juni 2008 in Hamburg benannt. Neben den Athleten begleiteten 106 Personen die Mannschaft, darunter Trainer, Ärzte und Betreuer. Fahnenträgerin beim Einzug der Mannschaft war die Goalball-Sportlerin Conny Dietz.

## Medaillen

### Medaillenspiegel
| Medaillenspiegel Deutschland |                     |    |    |    |        |
| Platz                        | Sportart            |    |    |    | Gesamt |
| 1                            | Leichtathletik      | 5  | 9  | 7  | 21     |
| 2                            | Radsport            | 3  | 6  | 4  | 13     |
| 3                            | Reiten              | 3  | 1  | 2  | 6      |
| 4                            | Schwimmen           | 1  | 3  | 5  | 9      |
| 5                            | Tischtennis         | 1  | 2  | 1  | 4      |
| 6                            | Segeln              | 1  | -  | -  | 1      |
| 7                            | Schießen            | -  | 2  | -  | 2      |
| 8                            | Judo                | -  | 1  | 1  | 2      |
| 9                            | Rollstuhlbasketball | -  | 1  | -  | 1      |
| Total                        | Total               | 14 | 25 | 20 | 59     |

### Medaillengewinner

#### Gold
| Name/n                                     | Sportart       | Wettkampf                      |
| ------------------------------------------ | -------------- | ------------------------------ |
| Katrin Green                               | Leichtathletik | 200 m Frauen (T44)             |
| Marianne Buggenhagen                       | Leichtathletik | Diskuswurf (F54-56) Frauen     |
| Martina Willing                            | Leichtathletik | Speerwurf (F54/55/56) Frauen   |
| Matthias Schröder                          | Leichtathletik | 400 m Männer (T12)             |
| Wojtek Czyz                                | Leichtathletik | Weitsprung (F42/44) Männer     |
| Andrea Eskau                               | Radsport       | Straßenrennen Handbike Frauen  |
| Michael Teuber                             | Radsport       | Straße Zeitfahren (LC4) Männer |
| Wolfgang Sacher                            | Radsport       | Straße Zeitfahren (LC1) Männer |
| Britta Näpel                               | Reiten         | Pflicht Einzel (Grad II)       |
| Hannelore Brenner                          | Reiten         | Pflicht Einzel (Grad III)      |
| Hannelore Brenner                          | Reiten         | Freie Kür (Grad III)           |
| Jens Kroker, Robert Prem & Siegmund Mainka | Segeln         | Drei-Mann-Kielboot (Sonar)     |
| Kirsten Bruhn                              | Schwimmen      | 100 Meter Brust (S7) Frauen    |
| Jochen Wollmert                            | Tischtennis    | Einzel (TT 7) Männer           |

#### Silber
| Name/n | Sportart            | Wettkampf                                       |
| --- | ------------------- | ----------------------------------------------- |
| Ramona Brussig | Judo                | Leichtgewicht (bis 57 kg) Frauen                |
| Andrea Hegen | Leichtathletik      | Speerwurf (F42-46) Frauen                       |
| Birgit Pohl | Leichtathletik      | Kugelstoßen (F32-34/52/53) Frauen               |
| Claudia Nicoleitzik | Leichtathletik      | 100 m Frauen (T36)                              |
| Claudia Nicoleitzik | Leichtathletik      | 200 m Frauen (T36)                              |
| Frances Herrmann | Leichtathletik      | Diskuswurf (F32-34/51-53) Frauen                |
| Heinrich Popow | Leichtathletik      | 100 m (T42) Männer                              |
| Martina Willing | Leichtathletik      | Kugelstoßen (F54-56) Frauen                     |
| Mathias Mester | Leichtathletik      | Kugelstoßen (F40) Männer                        |
| Thomas Ulbricht | Leichtathletik      | Fünfkampf (TF12) Männer                         |
| Barbara Weise | Radsport            | Straße Mixed Zeitfahren (CP2) Frauen            |
| Max Weber | Radsport            | Straßenrennen (HC B) Männer                     |
| Michael Teuber | Radsport            | Bahn Einerverfolgung 3000 m (LC 4) Männer       |
| Natalie Simanowski | Radsport            | Bahn Zeitfahren 500 m (LC3-4/CP 3) Frauen       |
| Natalie Simanowski | Radsport            | Bahn Einerverfolgung 3000 m (LC3-4/CP 3) Frauen |
| Wolfgang Sacher | Radsport            | Bahn Einerverfolgung 4000 m (LC 1) Männer       |
| Hannelore Brenner, Steffen Zeibig, Britta Näpel & Angelika Trabert | Reiten              | Pflicht Mannschaft                              |
| Alke Behrens, Maren Butterbrodt, Annette Kahl, Britta Kautz, Simone Kues, Birgit Meitner, Marina Mohnen, Edina Müller, Nora Schratz, Gesche Schünemann, Nicole Seifert & Annika Zeyen | Rollstuhlbasketball | Frauen                                          |
| Manuela Schmermund | Schießen            | Luftgewehr 10 Meter (SH1) Frauen                |
| Norbert Gau | Schießen            | Luftgewehr 10 Meter (SH1) Männer                |
| Kirsten Bruhn | Schwimmen           | 100 Meter Rücken (S7) Frauen                    |
| Maria Götze | Schwimmen           | 200 Meter Lagen (SM6) Frauen                    |
| Thomas Grimm | Schwimmen           | 100 Meter Brust (SB5) Männer                    |
| Andrea Zimmerer & Monika Sikora-Weinmann | Tischtennis         | Mannschaft (Klasse 4-5) Frauen                  |
| Daniel Arnold | Tischtennis         | Einzel (TT 6) Männer                            |

#### Bronze
| Name/n               | Sportart       | Wettkampf                                       |
| -------------------- | -------------- | ----------------------------------------------- |
| Carmen Brussig       | Judo           | Superleichtgewicht (bis 48 kg) Frauen           |
| Astrid Höfte         | Leichtathletik | Weitsprung (F44) Frauen                         |
| Birgit Pohl          | Leichtathletik | Speerwurf (F33/34/52/53) Frauen                 |
| Maria Seifert        | Leichtathletik | 100 m (T37) Frauen                              |
| Maria Seifert        | Leichtathletik | 200 m (T37) Frauen                              |
| Marianne Buggenhagen | Leichtathletik | Kugelstoßen (F54-56) Frauen                     |
| Michaela Floeth      | Leichtathletik | Kugelstoßen (F42-46) Frauen                     |
| Thomas Loosch        | Leichtathletik | Kugelstoßen (F37/38) Männer                     |
| Dorothee Vieth       | Radsport       | Handbike Zeitfahren (HCC) Frauen                |
| Dorothee Vieth       | Radsport       | Straßenrennen Handbike Frauen                   |
| Tobias Graf          | Radsport       | Bahn Einerverfolgung 3000 m (Klasse LC3) Männer |
| Wolfgang Sacher      | Radsport       | Bahn Zeitfahren 1000 m (Klasse LC1) Männer      |
| Bettina Eistel       | Reiten         | Pflicht Einzel (Grad III)                       |
| Britta Näpel         | Reiten         | Freie Kür (Grad II)                             |
| Daniela Schulte      | Schwimmen      | 100 Meter Freistil (S11) Frauen                 |
| Kirsten Bruhn        | Schwimmen      | 50 Meter Freistil (S7) Frauen                   |
| Kirsten Bruhn        | Schwimmen      | 100 Meter Freistil (S7) Frauen                  |
| Kirsten Bruhn        | Schwimmen      | 400 Meter Freistil (S7) Frauen                  |
| Maria Götze          | Schwimmen      | 400 Meter Freistil (S6) Frauen                  |
| Andrea Zimmerer      | Tischtennis    | Einzel (TT 5) Frauen                            |

## Teilnehmer nach Sportart

### Bogenschießen
Frauen
- Maria Droste
- Katharina Schett
- Tanja Schultz

Männer
- Michael Arenz
- Mario Oehme

### Goalball
Frauen
- Natalie Ball
- Conny Dietz
- Ina Fischer
- Christiane Möller
- Swetlana Otto
- Stefanie Schindler

### Judo
Frauen
- Carmen Brussig
- Ramona Brussig

(Leichtgewicht (bis 57 kg) Frauen: Silber )
Männer
- Sebastian Junk
- Matthias Krieger
- Dominik Zilian

### Leichtathletik
Frauen
- Claudia Biene
- Marianne Buggenhagen

(Diskuswurf (F54-56) Frauen: Gold )
(Kugelstoßen (F54-56) Frauen: Bronze )
- Siena Christen
- Laura Darimont
- Michaela Floeth

(Kugelstoßen (F42-46) Frauen: Bronze )
- Isabelle Foerder
- Katrin Green

(200 m Frauen (T44): Gold )
- Andrea Hegen

(Speerwurf (F42-46) Frauen: Silber )
- Frances Herrmann

(Diskuswurf (F32-34/51-53) Frauen: Silber )
- Astrid Höfte

(Weitsprung (F44) Frauen: Bronze )
- Petra Hömmen
- Annalena Knors
- Katrin Müller-Rottgardt
- Claudia Nicoleitzik
- Birgit Pohl
- Jana Schmidt
- Yvonne Sehmisch
- Maria Seifert

(100 m (T37) Frauen: Bronze )
(200 m (T37) Frauen: Bronze )
- Tamira Slaby
- Martina Willing

(Kugelstoßen (F54-56) Frauen: Silber )
Männer
- Alhassane Baldé
- Max Bergmann
- Reinhold Bötzel
- Ralph Brunner
- Wojtek Czyz
- Jörg Frischmann
- Ali Ghardooni
- Siegmund Hegeholz
- Ulrich Iser
- Lutz Langer
- Marc Lembeck
- Thomas Loosch
- Mathias Mester
- Heinrich Popow
- Matthias Schmidt
- René Schramm
- Matthias Schröder
- Marc Schuh
- Niels Stein
- Frank Tinnemeier
- Jörg Trippen-Hilgers
- Thomas Ulbricht

### Powerlifting (Bankdrücken)
- Mario Hochberg
Männer, Klasse über 100 kg

### Radsport
Frauen
- Andrea Eskau
- Natalie Simanowski
- Dorothee Vieth
- Barbara Weise

Männer
- Stefan Bäumann
- Torben Bröer
- Tobias Graf
- Mario Hammer
- Tobias Knecht
- Norbert Koch
- Klaus Lungershausen
- Norbert Mosandl
- Wolfgang Sacher
- Pierre Senska
- Michael Teuber
- Max Weber
- Erich Winkler

### Reiten
Frauen
- Hannelore Brenner

(Freie Kür (Grad III): Gold )
(Pflicht Einzel (Grad III): Gold )
- Bettina Eistel
- Britta Näpel

(Pflicht Einzel (Grad II): Gold )
- Angelika Trabert

Männer
- Steffen Zeibig

### Rollstuhlbasketball
| Frauen - Alke Behrens - Maren Butterbrodt - Annette Kahl - Britta Kautz - Simone Kues - Birgit Meitner - Marina Mohnen - Edina Müller - Nora Schratz - Gesche Schünemann - Nicole Seifert - Annika Zeyen | Männer - André Bienek - Lars Christink - Ahmet Coşkun - Florian Fischer - Dirk Köhler-Lenz - Andreas Kreß - Lars Lehmann - Björn Lohmann - Dirk Passiwan - Mimoun Quali - Jens Schürmann - Sebastian Wolk |

### Rollstuhlfechten
Männer
- Christian Andree

### Rollstuhlrugby
Männer
- Maik Baumann
- Christian Götze
- Jörg Holzem
- Salih Köseoglu
- Wolfgang Mayer
- Nacer Menezla
- Oliver Picht
- Micael Schlüter
- Wolfgang Schmitt
- Christoph Werner
- Dirk Wieschendorf

### Rollstuhltennis
Frauen
- Katharina Krüger

### Rudern
Frauen
- Siglind Koehler
- Susanne Lackner
- Kathrin Wolff

Männer
- Marcus Klemp
- Arne Maury (Cox)
- Michael Sauer
- Harald Wimmer

### Schießen
Frauen
- Sabine Brogle
- Doris Kustner
- Manuela Schmermund

(Luftgewehr 10 Meter (SH1): Silber )
Männer
- Michael Brengmann
- Norbert Gau
- Harald Hack
- Frank Heitmeyer
- Manuel Krüger
- Josef Neumaier
- Simon Voit

### Schwimmen
Frauen
- Kirsten Bruhn
- Annke Conradi
- Maria Götze
- Julia Kabus
- Christiane Reppe
- Daniela Schulte
- Stefanie Weinberg

Männer
- Christoph Burkard
- Daniel Clausner
- Robert Dörries
- Christian Goldbach
- Thomas Grimm
- Nils Gruneberg
- Sebastian Iwanow
- Lucas Ludwig
- Swen Michaelis
- Florian Moll
- Daniel Simon
- Roy Tobis
- Christoph Weber
- Nikolai Willig

### Segeln
Männer
- Heiko Kröger
- Jens Kroker
- Siegmund Mainka
- Robert Prem

### Tischtennis
Frauen
- Monika Sikora-Weinmann
- Andrea Zimmerer

(Einzel (TT 5) Frauen: Bronze )
Männer
- Daniel Arnold

(Einzel (TT 6) Männer: Silber )
- Selcuk Cetin
- Jan Gürtler
- Walter Kilger
- Dietmar Kober
- David Korn
- Holger Nikelis
- Rainer Schmidt
- Otto Vilsmaier
- Jochen Wollmert

(Einzel (TT 7) Männer: Gold )